# Hanstedt (Landkreis Uelzen)
Hanstedt er en kommune i Samtgemeinde Bevensen-Ebstorf i den nordlige del af Landkreis Uelzen i den nordøstlige del af tyske delstat Niedersachsen, og en del af Metropolregion Hamburg. Kommunen har et areal på godt 55 km², og en befolkning på godt 900 mennesker.

## Geografi
Hanstedt er en landlig kommune midt på Lüneburger Heide.

### Inddeling
Ud over Hanstedt ligger i kommunen landsbyerne Allenbostel, Bode, Brauel, Eitzen II, Hanstedt I, Oechtringen, Oetzfelde, Teendorf og Velgen. Af disse var Allenbostel, Bode, Brauel, og Velgen selvstændige kommuner frem til 1972.